# Cibin
De Cibin (Hongaars: Szeben) is een 82 kilometer lange zijrivier van de Olt en is gelegen in Zevenburgen, Roemenië. Volgens een van de verschillende theorieën over de herkomst van de naam Zevenburgen, zou deze afkomstig zijn van de Hongaarse naam van deze rivier, namelijk Szeben. De rivier verleende haar naam tevens aan het voormalige comitaat Szeben.
De rivier ontspringt in het Cibingebergte (Roemeens Munții Cindrel), ten westen van het Făgărașgebergte, in de Zuidelijke Karpaten en wordt gevoed door twee bronrivieren, namelijk de Râul Mare ("Grote Rivier") en de Râul Mic ("Kleine Rivier"). De rivier stroomt volledig door het district Sibiu. Bij de stad Tălmaciu mondt de Cibin uit in de Olt. Zijrivieren van de Cibin zijn onder andere de Hârtibaciu en de Sadu.